# Martin Roháč
Martin Roháč (? Velká Bíteš, Morava – 17. února 1571 Velká Bíteš, Morava) byl  moravský  voják a později i loupežník a vrah s historicky největším počtem obětí v Českých zemích. Pocházel z Velké Bíteše. Se svou loupežnickou skupinou zavraždil v letech 1568–1571 59 lidí.

## Život
Už jako voják se zúčastnil války s Tureckem v letech 1566–1568. Ta skončila uzavřením Drinopolského míru a proto byl propuštěn ze služby. Společně s několika dalšími vojáky začal loupit a vraždit. Jejich oběťmi byli především bezbranní kupci a řemeslníci, kterým kradli peníze, zboží a zpravidla i oděv.
První vraždy byly spáchány již v Sedmihradsku, kde jeho skupině padli za oběť 4 lidé. Ti byli okradeni o 24 zlatých a oděv. Další obětí byl kupec nedaleko Vídně, který byl okraden o 40 zlatých, dvě ručnice a oděv. U Rahašpurku spáchali dvě vraždy. Své oběti tentokrát okradli o zbraně. Následující vraždy spáchali u Stupavy, pod Prešpurkem, v Uherském Hradišti, Uherském Brodě, u Bánova, v dnešních Velkých Bílovicích a v Hustopečích u Brna, kde v jeden den zavraždili tři muže a oloupili soukeníky o tři postavy sukna. K dalším vraždám došlo v Újezdě, Poštorné a u Ivančic.
Po těchto zločinech se někteří členové skupiny rozhodli odejít, protože se již dostali domů. Společně s ním zůstali pouze Mikuláš Miča z Předklášteří u Tišnova a Jan Čech. Jejich krutost se poté zvýšila. Například u Mělníka, za Čáslaví a u Chrudimi zavraždili 3 těhotné ženy, vyřezali z nich čtyři plody a nenarozeným dětem vyňali srdce, plíce a játra, která uvařili a snědli. Věřili, že jim to dodá odvahu a budou moci déle loupit a vraždit. Roku 1571 byl v Tišnově dopaden Mikuláš Míča. Tehdy byl aktivní už pouze Roháč. Míča se na mučidlech přiznal a brzy poté byl ve Velké Bíteši zatčen Roháč, a taktéž skončil na mučidlech, kde se ke svým zločinům přiznal.
Rozsudek nad Martinem Roháčem byl vynesen 7. února 1571. Byl stejně krutý, jako byly kruté zločiny spáchané bandou Martina Roháče. Nejdříve měly být odsouzenému u pranýře odnímány články prstů a pak měl být přiveden na popraviště, kde mu měl kat trhat kleštěmi části těla, pak mu měly být kolem zpřeráženy všechny končetiny a ještě za živa měl být vpleten do kola a takto čekat na svou smrt. Rozsudek nad odsouzencem byl vykonán brněnským katem a jeho šesti pomocníky 17. února 1571.